# Acquisto dell'Alaska

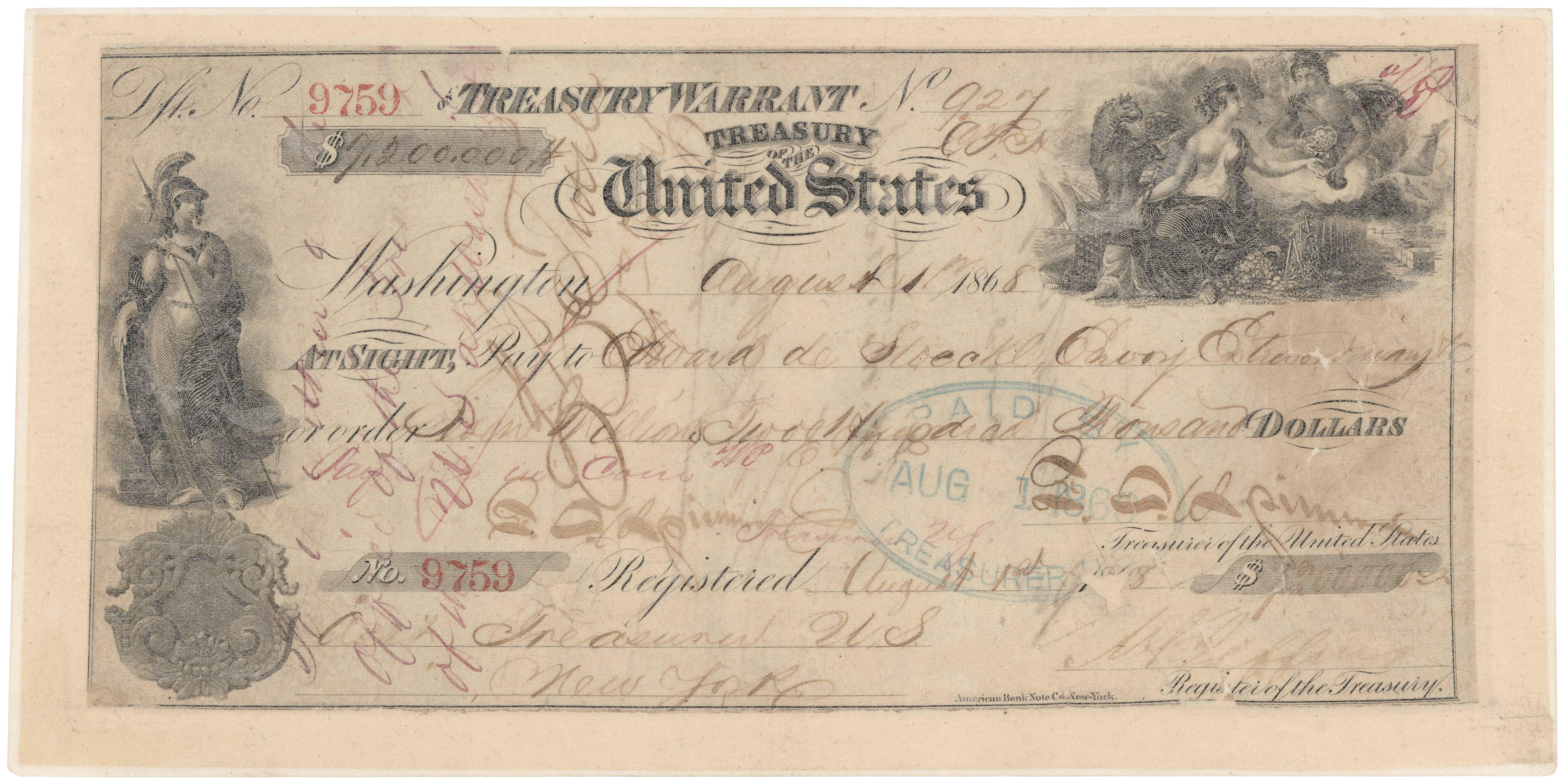
L'assegno n.° 9759 del 1º agosto 1868 emesso dalla tesoreria statunitense ed utilizzato dal governo degli Stati Uniti d'America per l'acquisto dell'Alaska dall'Impero russo

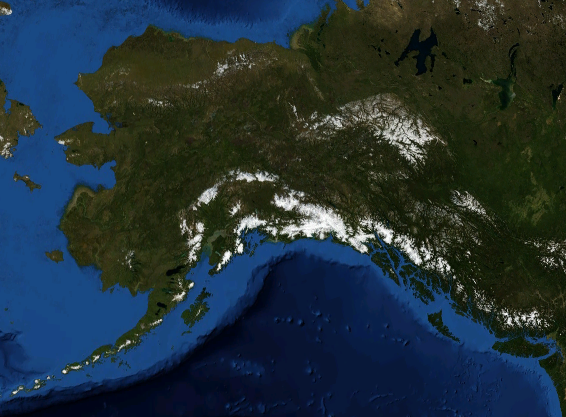
Immagine satellitare dell'Alaska

L'acquisto dell'Alaska (in inglese Alaska Purchase, in russo продажа Аляски?, prodaža Aljaski, che significa «vendita dell'Alaska») fu un accordo internazionale stipulato tra gli Stati Uniti d'America e l'Impero russo nel 1867 per iniziativa del segretario di Stato William H. Seward, tramite il quale gli Stati Uniti d'America acquisirono il territorio dell'odierno Stato federato dell'Alaska. Complessivamente il territorio acquistato aveva un'estensione di circa 1600000 km².

## Colonizzazione russa prima della cessione
I primi europei a raggiungere l'Alaska provenivano dalla Russia. Nel 1648 Semën Ivanovič Dežnëv navigò dall'estuario del fiume Kolyma verso il Mar Glaciale Artico fino a superare l'estremità orientale dell'Asia e giungere al fiume Anadyr. Non è chiaro se durante il viaggio l'imbarcazione su cui navigava si sia spinta fino alle coste dell'Alaska, ma è certo che le scoperte di Dežnëv non furono comunicate al governo centrale russo, al punto che la sua impresa fu dimenticata per quasi cent'anni.
L'inizio della colonizzazione dell'Alaska da parte dei russi può essere datato nel 1725, quando lo zar Pietro il Grande inviò Vitus Bering ad esplorare le coste dell'Alaska, nell'ambito di quella che è ricordata come la seconda spedizione in Kamčatka. A partire dal 1743 cominciarono le prime spedizioni commerciali provenienti dalla Russia e dalla Siberia: in considerazione della durata del viaggio vennero creati i primi insediamenti in Alaska: dapprima avamposti temporanei, di commercianti di pellame, che divennero ben presto insediamenti stabili per il commercio e la caccia.
Con l'Ukase (decreto) del 1799 lo zar Paolo I dette l'avvio formale alla colonizzazione dell'Alaska rivendicando alla Russia tutti i territori americani a nord del 55º parallelo ed affidando alla Compagnia russo-americana il monopolio commerciale con questi territori. La colonia, nota formalmente con il nome di America russa, ebbe come capitale Novo-Archangel'sk ("Nuova Arcangelo"), oggi Sitka.
Si stima che, nel 1867, l'Alaska ospitasse circa 2.500 russi o meticci, e circa 8.000 aborigeni, per un totale di poco più di 10.000 abitanti, tutti sotto l'autorità diretta della Compagnia russa d'America, principalmente dedita al commercio di pellicce. Ad essi si aggiungevano forse 80.000 eschimesi, non raggiunti dall'amministrazione coloniale. I russi erano insediati in 23 villaggi, sparsi per le isole o sulle coste meridionali. Le piccole stazioni ospitavano, di solito, 4 o 5 russi incaricati della raccolta delle pelli, lì recate dagli indiani, e del relativo immagazzinamento, in attesa delle navi mercantili che facevano servizio di raccolta.
I due maggiori centri erano:
- Nuova Arcangelo, successivamente chiamata Sitka, fondata nel 1804 per il commercio delle assai pregiate pelli di callorino dell'Alaska. Non si trattava, comunque, che di un villaggio, con 116 abitazioni, che ospitavano 968 abitanti.
- San Paolo con circa 100 abitazioni, e 283 abitanti. Era il centro dell'industria delle pelli di foca.

## Quadro internazionale
A fronte di una colonizzazione rada e poco difendibile dal punto di vista militare, l'Impero russo temeva di essere costretto, prima o poi, a dover cedere senza compensi l'ampio e spopolato territorio all'ingombrante vicino britannico, padrone del Canada e all'epoca forte avversario della Russia (vedi Grande gioco). A tale considerazione strategica si aggiunsero le pressanti difficoltà finanziarie della corte russa.
Accadde così che lo zar Alessandro II decise di cederlo agli Stati Uniti, una potenza all'epoca decisamente meno ingombrante dell'Impero britannico ed estranea alle questioni europee.
Dell'affare venne allora incaricato l'ambasciatore a Washington, il barone Eduard de Stoeckl, che, all'inizio del marzo 1867, aprì delle negoziazioni con il segretario di Stato William H. Seward, con il quale aveva buone relazioni. Le trattative si conclusero dopo un'ultima riunione, protrattasi un'intera notte, ed il trattato venne firmato alle 4 del mattino del 30 marzo 1867. Il prezzo d'acquisto venne fissato in 7.200.000 dollari americani (equivalenti a circa 141 milioni di dollari del 2022). L'opinione pubblica americana accolse piuttosto sfavorevolmente l'affare: era un mondo selvaggio e gelato dichiarò, ad esempio, la New York Tribune; l'Alaska venne variamente definita la follia di Seward, la ghiacciaia di Seward o lo zoo degli orsi polari di Andrew Johnson (il presidente in carica).

## Punto di vista del governo statunitense
Il trattato venne sostenuto, anzitutto, dal segretario di Stato William Seward, sostenitore dell'espansione territoriale degli Stati Uniti d'America e poi dal presidente del comitato affari esteri del Senato Charles Sumner.
Il loro argomento strategico aveva parecchio a che fare con la recentemente conclusa guerra di secessione: l'Impero russo si era allora dimostrato un utile alleato, specie se paragonato al Regno Unito, che, al contrario, si era quasi apertamente schierato con i Confederati. Pareva dunque saggio aiutare San Pietroburgo in una faccenda tutto sommato marginale, evitando al contempo un rafforzamento della colonia britannica del Canada: l'influente New York Tribune scrisse che in una parola, è una manovra al fianco sul Canada. Seward, del resto, già prima della guerra civile aveva indicato per l'Artico il ruolo di futuro avamposto strategico degli Stati Uniti d'America.
Considerazione ancora più importante, l'acquisto consentiva assai bene di ribadire la dottrina Monroe, mirante ad affermare la supremazia degli Stati Uniti d'America nel continente nordamericano contro gli  interessi delle potenze europee, che cercavano di estendere la loro influenza anche al di là delle colonie detenute nel continente. Esso, scrisse un editorialista del New York Herald, era una maniera per lo zar Alessandro II, di segnalare a Londra e Parigi che San Pietroburgo non intendeva intraprendere attività su questo continente americano. Non bisogna infatti dimenticare che la Francia di Napoleone III era appena stata sconfitta nel tentativo di approfittare della guerra di secessione per mettere sotto controllo il Messico, ponendo sul trono lo sfortunato Massimiliano d'Asburgo, fucilato dagli insorti messicani (ma con il compiaciuto consenso del presidente statunitense Andrew Johnson), di lì a poche settimane, il 19 giugno 1867.

## Ratifica dell'accordo
L'acquisto venne ratificato dal Senato degli Stati Uniti il 9 aprile 1867, con 37 voti a favore e 2 contrari. Il pagamento, tuttavia, venne sbloccato solo un anno più tardi, a causa dell'opposizione della Camera dei rappresentanti: essa cedette solo nel luglio 1868, con 113 voti a favore e 48 contrari.

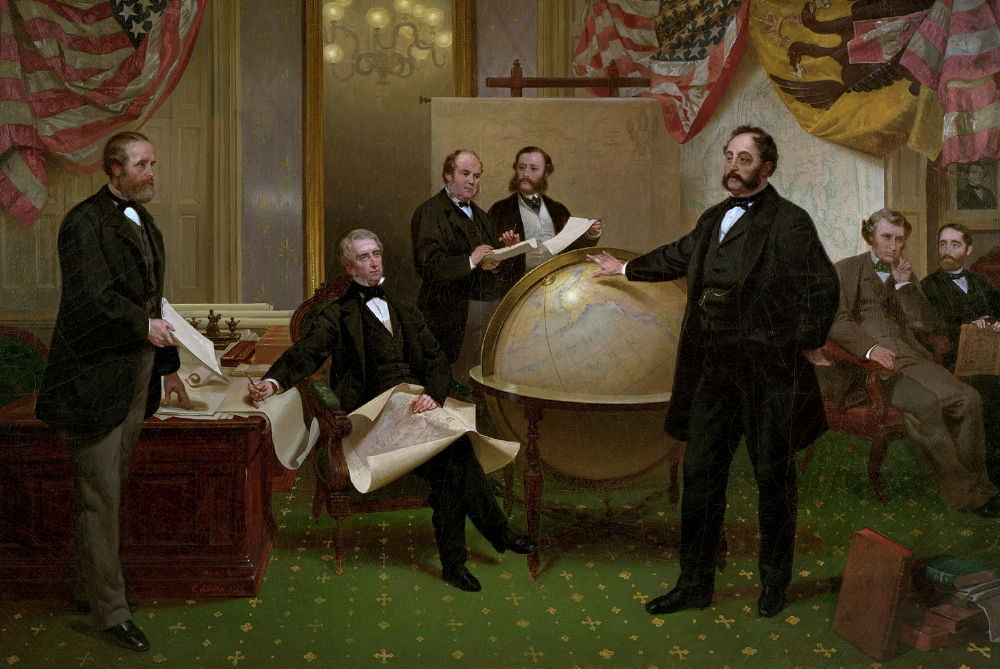
La firma del trattato di cessione dell'Alaska il 30 marzo 1867. Da sinistra a destra: Robert S. Chew, William H. Seward, William Hunter, il signor Bodisco, Eduard de Stoeckl, Charles Sumner e Frederick W. Seward.

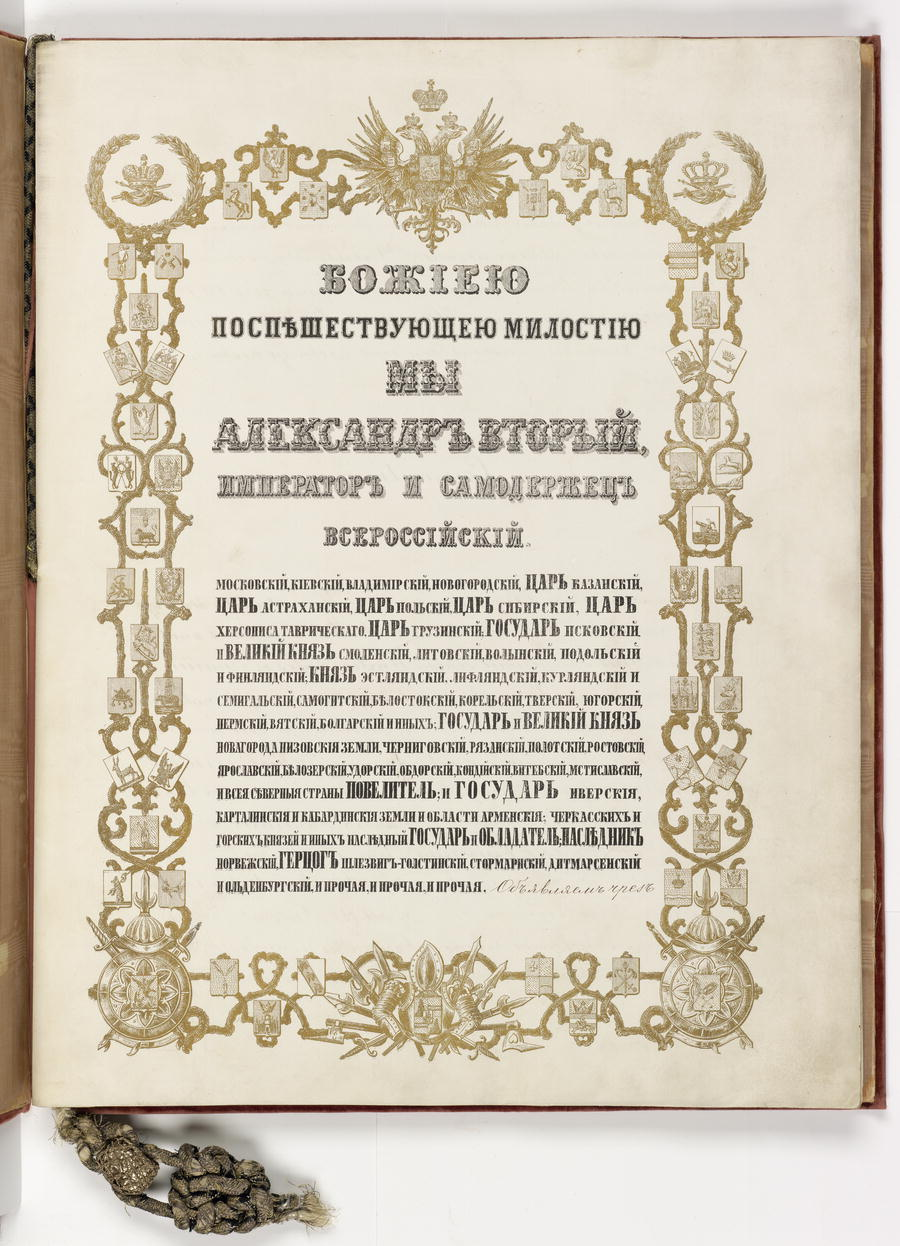
La prima pagina della ratifica del trattato da parte dello zar Alessandro II.

La cerimonia di passaggio dei poteri avvenne a Nuova Arcangelo il 18 ottobre 1867. Una truppa, composta sia da militari russi che americani, fece una piccola parata di fronte alla residenza del governatore. La bandiera russa venne ammainata con la banda che suonò l'inno russo e la bandiera statunitense venne issata sulle note di The Star-Spangled Banner, salutata da qualche salva d'artiglieria. Due colpi di pistola risuonarono attraverso il porto di Sitka il 18 ottobre 1867. 100 soldati russi e 250 americani stavano fianco a fianco davanti al palazzo del governatore. La bandiera russa fu abbattuta sull'asta della bandiera e si aggrovigliò. Un soldato russo dovette arrampicarsi per liberarla. La bandiera gli scivolò via, sospinta direttamente sulle baionette russe da una folata di vento. I presenti trattennero il respiro, si dice che la principessa Maria Maksutova, moglie dell'ultimo governatore russo, sia svenuta. Le nuove truppe si installarono nelle caserme ed il generale Jefferson C. Davis stabilì la propria residenza nella casa del governatore. La maggior parte dei russi rimpatriò, con l'eccezione di qualche commerciante di pellicce e di qualche prelato ortodosso.
Dal punto di vista dell'epoca, l'accordo fu vantaggioso per tutti. Gli americani poterono servire lo slogan "L'America agli americani" - secondo la dottrina Monroe del 1823. I russi poterono rivolgersi all'Asia centrale, dove c'era ancora un vasto territorio per lo sviluppo dell'Impero zarista.
Solo decenni dopo si venne a sapere quanto l'Alaska fosse ricca di risorse minerarie.

## Presunta offerta dell'Alaska alla Casa di Liechtenstein
Nel novembre del 2018 un documentario della radio svizzera SRF sostenne che lo zar russo avesse in prima battuta proposto la vendita dell'Alaska a Giovanni II, principe del Liechtenstein nel 1867, e che solo dopo il rifiuto di quest'ultimo avesse proposto l'affare agli Stati Uniti. Il giornale tedesco Welt am Sonntag aveva già riportato simili affermazioni nel 2015. L'informazione fu vividamente discussa nel Paese alpino e i media all'inizio la riportarono come una diceria. Qualche giorno dopo però, il principe Giovanni Adamo II scrisse una lettera ai media liechtensteiniani in cui assicurò che la presunta offerta di vendita non era un rumor e che era stata ripetutamente discussa all'interno della famiglia principesca. Inoltre, dichiarò ottimisticamente che ricerche d'archivio potrebbero portare al rinvenimento dei documenti storici finora mancanti necessari a provare la veridicità storica dell'offerta.